# Tenger bootsmannetje
Het tenger bootsmannetje (Notonecta viridis) is een wants uit de familie van de Notonectidae (Bootsmannetjes). De soort werd het eerst wetenschappelijk beschreven door Delcourt in 1909.

## Uiterlijk
Het redelijk slanke bootsmannetje is altijd macropteer (langvleugelig) en kan 13.5 tot 14.5 mm lang worden. De voorvleugels zijn helder grijsgeel als de soort in brak water leeft en donkergeel in zoet water. Het scutellum is zwart en de zijrand van het het scutellum is langer dan de middenspleet in het driehoekige gebied rond het scutellum, de clavus. Het halsschild heeft scherpe hoeken aan de voorkant en omsluit de achterste rand van de ogen.

## Leefwijze
De wants overleeft de winter als volgroeid dier en kent één generatie in het jaar. De soort leeft het liefst in zonbeschenen stilstaande wateren en kan zowel in brak water als in zure vennen gevonden worden. Het zijn uitstekende zwemmers en vliegers, maar bewegen zich onbeholpen op het land. Ze jagen op diverse prooien, vaak op insecten die in het water zijn gevallen.

## Leefgebied
De soort is in België en Nederland zeer algemeen. Het verspreidingsgebied strekt zich uit van Europa en Noord-Afrika tot in Klein- en Centraal-Azië, Pakistan en India.